# Filmographie d'Ewan McGregor
 (septembre 2024).

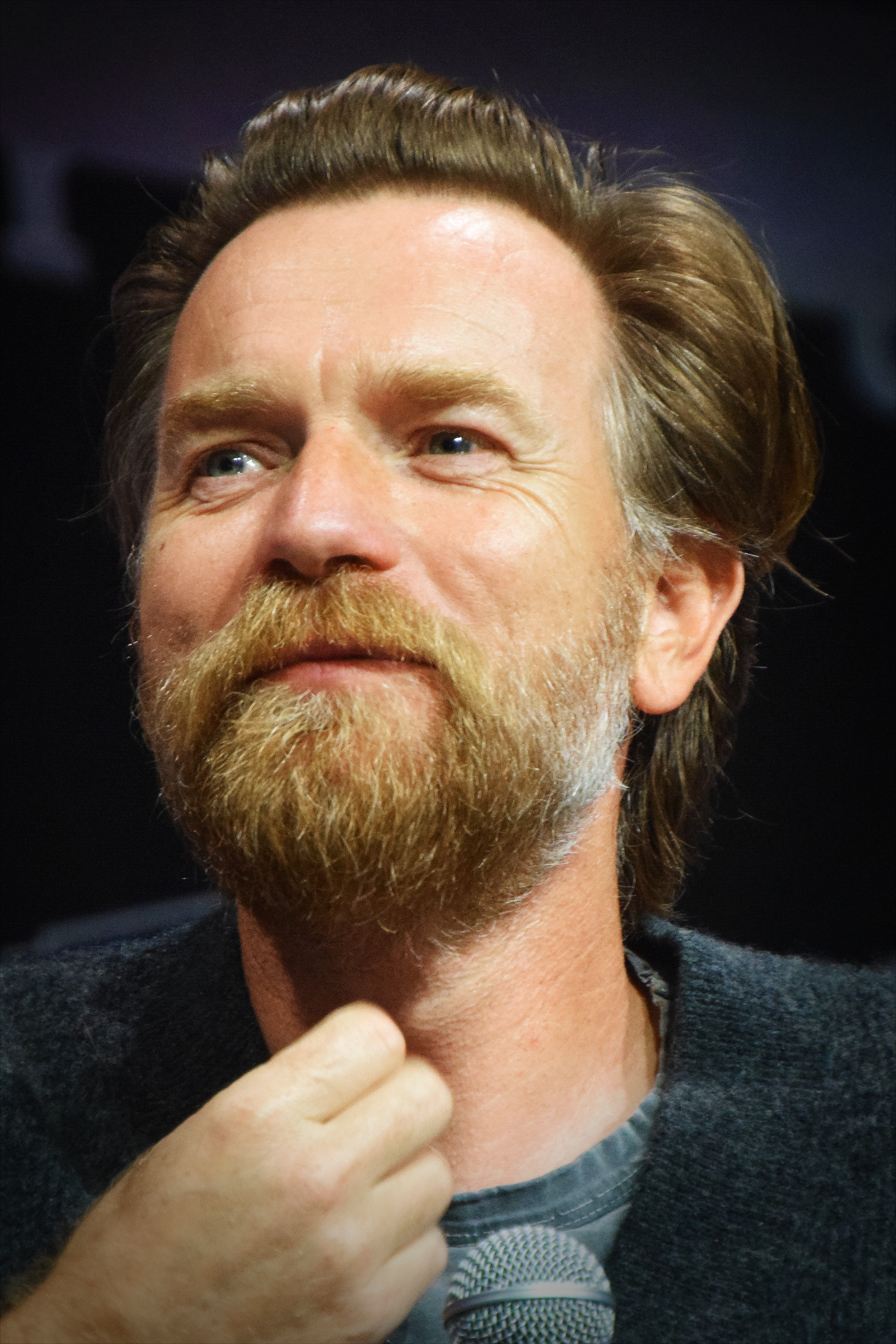
McGregor en 2023

Ewan McGregor a fait ses débuts en tant qu'acteur en 1993 dans la série télévisée britannique Lipstick on Your Collar . Un an plus tard, il apparaît dans Les Mille et Une Vies d'Hector de Bill Forsyth et dans le thriller Petits Meurtres entre amis de Danny Boyle. Deux ans plus tard, il incarne l'héroïnomane Mark Renton dans Trainspotting de Danny Boyle, ce qui lui permettra d'obtenir une reconnaissance internationale.
En 1999, il incarne le Jedi Obi-Wan Kenobi dans le premier volet de la deuxième trilogie de Star Wars , Star Wars, épisode I : La Menace fantôme ; le personnage était à l'origine joué par Alec Guinness dans la première trilogie Star Wars. Il a réinterprété le rôle dans les suites Star Wars, épisode II : L'Attaque des clones (2002) et Star Wars, épisode III : La Revanche des Sith (2005).
Il reçoit sa première nomination pour un Golden Globe pour son rôle de Christian dans la comédie musicale Moulin Rouge, dans la catégorie Meilleur acteur dans un film musical ou une comédie. Onze ans plus tard, il est nommé pour Des saumons dans le désert (2012), dans la même catégorie. En 2010, sa performance dans le thriller psychologique The Ghost Writer de Roman Polanski  lui a permis de remporté le European Film Award du meilleur acteur. En 2016, McGregor fait ses débuts en tant que réalisateur dans le long métrage American Pastoral . En 2017, il reprend le rôle de Renton dans la suite du film T2 Trainspotting.

## Cinéma
| † | Désigne les œuvres qui n'ont pas encore été publiées |

| Année | Titre                                            | Rôle                           | Notes                  |
| ----- | ------------------------------------------------ | ------------------------------ | ---------------------- |
| 1994  | Les Mille et Une Vies d'Hector                   | Alvarez                        |                        |
| 1994  | Petits Meurtres entre amis                       | Alex Law                       |                        |
| 1995  | Blue Juice                                       | Dean Raymond                   |                        |
| 1996  | Trainspotting                                    | Mark Renton                    |                        |
| 1996  | The Pillow Book                                  | Jérôme                         |                        |
| 1996  | Emma, l'entremetteuse                            | Frank Churchill                |                        |
| 1996  | Les Virtuoses                                    | Andy Barrow                    |                        |
| 1997  | Le Veilleur de nuit                              | Martin Bells                   |                        |
| 1997  | Le Baiser du serpent                             | Meneer Chrome                  |                        |
| 1997  | Une vie moins ordinaire                          | Robert Lewis                   |                        |
| 1998  | Desserts                                         | Stroller                       | Court métrage          |
| 1998  | Velvet Goldmine                                  | Curt Wild                      |                        |
| 1998  | Little Voice                                     | Billy                          |                        |
| 1999  | Star Wars, épisode I : La Menace fantôme         | Obi-Wan Kenobi                 |                        |
| 1999  | Trader                                           | Nick Leeson                    |                        |
| 1999  | Voyeur                                           | Stephen Wilson                 |                        |
| 2000  | Anno Donimi                                      | L'étranger                     | Court-métrage          |
| 2000  | Nora                                             | James Joyce                    | Également coproducteur |
| 2001  | Moulin Rouge                                     | Christian                      |                        |
| 2001  | La Chute du faucon noir                          | SPC John Grimes                |                        |
| 2002  | Star Wars, épisode II : L'attaque des clones     | Obi-Wan Kenobi                 |                        |
| 2002  | Solid Geometry                                   | Phil                           | Court métrage          |
| 2003  | Bye Bye Love                                     | Catcher Block                  |                        |
| 2003  | Young Adam                                       | Joe Taylor                     |                        |
| 2003  | Faster                                           | Narrateur                      | Voix                   |
| 2003  | Big Fish                                         | Edward Bloom jeune             |                        |
| 2004  | Faster & Faster                                  | Narrateur                      | Voix                   |
| 2005  | Robots                                           | Rodney Copperbottom            | Voix                   |
| 2005  | Star Wars, épisode III : La Revanche des Sith    | Obi-Wan Kenobi                 |                        |
| 2005  | Vaillant, pigeon de combat !                     | Vaillant                       | Voix                   |
| 2005  | The Island                                       | Lincoln Six Echo / Tom Lincoln |                        |
| 2005  | Stay                                             | Dr. Sam Foster                 |                        |
| 2006  | Alex Rider : Stormbreaker                        | Ian Rider                      |                        |
| 2006  | Amour et Conséquences                            | Billy                          |                        |
| 2006  | Miss Potter                                      | Norman Warne                   |                        |
| 2007  | Le rêve de Cassandre                             | Ian Blane                      |                        |
| 2008  | I, Lucifer                                       | Declan Gunn                    |                        |
| 2008  | Incendiary                                       | Jasper Black                   |                        |
| 2008  | Manipulation                                     | Jonathan McQuarry              |                        |
| 2009  | Anges et Démons                                  | Camerlengo Patrick McKenna     |                        |
| 2009  | I Love You Phillip Morris                        | Phillip Morris                 |                        |
| 2009  | Les Chèvres du Pentagone                         | Bob Wilton                     |                        |
| 2009  | Amelia                                           | Gene Vidal                     |                        |
| 2010  | The Ghost Writer                                 | L'écrivain                     |                        |
| 2010  | Nanny McPhee et le Big Bang                      | Rory Green                     |                        |
| 2010  | Jackboots                                        | Chris                          | Voix                   |
| 2010  | Beginners                                        | Oliver Fields                  |                        |
| 2011  | Perfect Sense                                    | Michael                        |                        |
| 2011  | Fastest                                          | Narrateur                      | Voix                   |
| 2011  | Piégée                                           | Kenneth                        |                        |
| 2012  | Des saumons dans le désert                       | Dr. Alfred Jones               |                        |
| 2012  | The Impossible                                   | Henry Bennett                  |                        |
| 2013  | Jack le chasseur de géants                       | Elmont                         |                        |
| 2013  | Un été à Osage County                            | Bill Fordham                   |                        |
| 2014  | Albert à l'ouest                                 | Cowboy at Fair                 | Caméo                  |
| 2014  | Son of a Gun                                     | Brendan Lynch                  |                        |
| 2015  | Charlie Mortdecai                                | Inspecteur Alistair Martland   |                        |
| 2015  | Les Derniers Jours dans le désert                | Jésus de Nazareth / Satan      |                        |
| 2015  | Miles Ahead                                      | Dave Brill                     |                        |
| 2015  | Star Wars, épisode VII : Le Réveil de la Force   | Obi-Wan Kenobi                 | Caméo voix             |
| 2016  | Jane Got a Gun                                   | John Bishop                    |                        |
| 2016  | Un traître idéal                                 | Peregrine "Perry" Makepeace    |                        |
| 2016  | American Pastoral                                | Seymour "Swede" Levov          | Acteur et réalisateur  |
| 2017  | T2 Trainspotting                                 | Mark Renton                    |                        |
| 2017  | La Belle et la Bête                              | Lumière                        |                        |
| 2018  | Jean-Christophe et Winnie                        | Jean-Christophe                |                        |
| 2018  | Zoe                                              | Cole                           |                        |
| 2019  | Doctor Sleep                                     | Danny "Dan" Torrance           |                        |
| 2019  | Star Wars, épisode IX : L'Ascension de Skywalker | Obi-Wan Kenobi                 | Caméo voix             |
| 2020  | Birds of Prey                                    | Roman Sionis / Black Mask      |                        |
| 2021  | The Birthday Cake                                | Father Kelly                   |                        |
| 2022  | Raymond & Ray                                    | Raymond                        |                        |
| 2022  | Pinocchio                                        | Sebastian J. Cricket           | Voix                   |
| 2023  | Bleeding Love                                    | Le père                        | [ 4 ]                  |
| 2023  | Mother, Couch                                    | David                          |                        |
| 2025  | Flowervale Street †                              | À venir                        | Post-production        |

## Télévision
| Année     | Titre                                           | Rôle                          | Notes                           |
| --------- | ----------------------------------------------- | ----------------------------- | ------------------------------- |
| 1993      | Du rouge à lèvres sur ton col                   | PTE Mick Hopper               | 6 épisodes                      |
| 1993      | Scarlet and Black                               | Julien Sorel                  | 4 épisodes                      |
| 1994      | Doggin Around                                   | Tom Clayton                   | Téléfilm                        |
| 1995      | Kavanagh                                        | David Robert Armstrong        | Épisode : "Rien que la vérité"  |
| 1996      | Karaoke                                         | Jeune homme                   | Épisode: "Tuesday"              |
| 1996      | Les Contes de la crypte                         | Ford                          | Épisode: "Guerre Froide"        |
| 1997      | Urgences                                        | Duncan Stewart                | Épisode: "L’Issue était fatale" |
| 2002      | The Polar Bears of Churchill with Ewan McGregor | Lui-même                      | Série documentaire              |
| 2004      | Long Way Round                                  | Lui-même                      | Série documentaire              |
| 2007      | Long Way Down                                   | Lui-même                      | Série documentaire              |
| 2010      | The Battle of Britain                           | Lui-même                      | Documentaire                    |
| 2012      | Ewan McGregor: Cold Chain Mission               | Lui-même                      | Documentaire                    |
| 2012      | Bomber Boys                                     | Lui-même                      | Documentaire                    |
| 2012      | The Corrections                                 | Chip Lambert                  | Pilote non-diffusé              |
| 2013      | Hebrides: Islands on the Edge                   | Narrateur                     | Série documentaire              |
| 2015      | Doll & Em                                       | Lui-même                      | 2 épisodes                      |
| 2016      | Highlands: Scotland's Wild Heart                | Narrateur                     | Série documentaire              |
| 2017      | Fargo                                           | Emmit Stussy / Ray Stussy     | 10 épisodes                     |
| 2019–2020 | Star Wars : Galaxie d'Aventures                 | Obi-Wan Kenobi (voix)         | 2 épisodes                      |
| 2020      | Long Way Up                                     | Lui-même                      | Série documentaire              |
| 2021      | Halston                                         | Halston                       | 5 épisodes                      |
| 2021      | Jerusalem: City of Faith and Fury               | Narrateur                     | Série documentaire              |
| 2022      | Obi-Wan Kenobi,                                 | Obi-Wan Kenobi                | 6 épisodes                      |
| 2024      | A Gentleman in Moscow                           | Comte Alexander Ilyich Rostov |                                 |

## Jeu vidéo
| Année | Titre                              | Rôle           | Remarques              |  |
| ----- | ---------------------------------- | -------------- | ---------------------- |  |
| 2008  | Star Wars : Le Pouvoir de la Force | Obi-Wan Kenobi | Version PSP uniquement |  |